# Consilium principis
Per consilium principis ("consiglio del principe") si definisce il gruppo di consiglieri privati dell'imperatore. Privo di uno statuto ufficiale, esso traeva origine dal gruppo di amici e clienti che, durante l'età repubblicana, forniva in via informale supporto e assistenza al magistrato; consisteva, dunque, in una serie di personalità ritenute in possesso di precise competenze e soprattutto fidate.
Per questa ragione, la fondazione del consilium principis è fatta risalire ad Augusto, primo imperatore romano; soltanto in seguito, sotto Adriano, esso avrebbe cominciato a trasformarsi in una vera e propria camera di consiglio, un organo consultivo nei confronti dell'imperatore giusdicente, con funzione di assistenza nelle decisioni politiche più importanti e delicate.
Generalmente interpellato per supportare l'imperatore nei problemi più specificamente tecnici (in particolare dal punto di vista giuridico), era per questa ragione composto in particolare da esperti funzionari e rinomati giuristi. Il parere di tali funzionari veniva considerato valido quasi quanto il parere dell'imperatore stesso, tanto che nel tempo si arrivò a utilizzare le citazioni di tali esponenti anche all'interno delle sentenze giudiziarie.
Il nome venne ufficializzato alla fine del II secolo d.C.
Anche in seguito alla sua istituzionalizzazione, il consilium principis era totalmente dipendente dalla volontà del sovrano, che poteva liberamente deciderne i componenti. A partire dall'età di Diocleziano mutò il nome in consistorium (dal latino consisto, "stare in piedi"), subendo una trasformazione dovuta al nuovo carattere autocratico dell'istituto imperiale; ulteriori evoluzioni furono in seguito realizzate da Costantino.